# Hegyesmajtény
Hegyesmajtény (1899-ig Mojtény, szlovákul Mojtín) község Szlovákiában, a Trencséni kerületben, a Puhói járásban.

## Fekvése
Puhótól 16 km-re délkeletre fekszik.

## Története
1208-ban „Motie” néven említik először. 1265-ben „Moythe”, 1364-ben „Moite”, 1397-ben „Mahtyn”, 1465-ben „Mayten”, 1472-ben „Moythin”, 1496-ban „Moythyn” néven szerepel. Részben Kasza várának tartozéka, részben a Ladecky család birtoka volt. A 16.-17. században nem említik, valószínűleg elpusztult és csak a 18. században telepítették újra. 1828-ban 57 házában 562 lakos élt, akik főként mezőgazdasággal, erdei munkákkal foglalkoztak. A trianoni diktátumig Trencsén vármegye Illavai járásához tartozott.

## Népessége
| Év:            | 1994. | 2004.   | 2014.    | 2024.   |
| -------------- | ----- | ------- | -------- | ------- |
| Emberek száma: | 623   | 578     | 461      | 426     |
| Eltérés:       |       | -7,22 % | -20,24 % | -7,59 % |

| Év:            | 2023. | 2024.   |
| -------------- | ----- | ------- |
| Emberek száma: | 423   | 426     |
| Eltérés:       |       | +0,70 % |

1910-ben 1052, túlnyomórészt szlovák anyanyelvű lakosa volt.
2001-ben 606 lakosából 600 szlovák volt.
2011-ben 512 lakosából 498 szlovák volt.
2021-ben 432 lakosából 425 szlovák, 5 egyéb és 2 ismeretlen nemzetiségű volt.

## Híres személyek
- Itt született 1738-ban Skultéty László magyar huszár, a Császári-Királyi Hadsereg katonája.
- Itt született 1932-ben Matúš Kučera szlovák történész, író, egyetemi oktató.

## Nevezetességei
- Szent Cirill és Metód tiszteletére szentelt római katolikus temploma 1858-ban épült késő klasszicista stílusban. Oltárképeit 1858-ban és 1875-ben festették.
- Skultéty László szülőhelye.

## Külső hivatkozások
- Községinfó
- Hegyesmajtény Szlovákia térképén
- E-obce.sk